# Santiago Deu
Santiago Deu (ur. 21 marca 1980) – andorski pływak, olimpijczyk. Wystąpił na igrzyskach olimpijskich w 2000 (Sydney). Nie zdobył żadnych medali.

## Letnie Igrzyska Olimpijskie 2000 w Sydney
| Konkurencja          | Eliminacje | Eliminacje | Ćwierćfinały          | Ćwierćfinały          | Półfinały             | Półfinały             | Finał                 | Finał                 |
| Konkurencja          | Czas       | Miejsce    | Czas                  | Miejsce               | Czas                  | Miejsce               | Czas                  | Miejsce               |
| -------------------- | ---------- | ---------- | --------------------- | --------------------- | --------------------- | --------------------- | --------------------- | --------------------- |
| 200m stylem dowolnym | 1:59,31    | 51.        | → Nie awansował dalej | → Nie awansował dalej | → Nie awansował dalej | → Nie awansował dalej | → Nie awansował dalej | → Nie awansował dalej |